# シュードモナス・スタッツェリ
シュードモナス・スタッツェリ(Pseudomonas stutzeri)とは、シュードモナス属のグラム陰性細菌である。ヒトの脳脊髄液から単離された。
脱窒菌である。発症はまれだが、ヒトに対して日和見感染の病原性を持つ。2000年に行われたシュードモナス属細菌の16S rRNA系統解析により、シュードモナス属の分類群の中にP. stutzeriグループが設けられ、P. stutzeriはそのグループの代表種に位置づけられた。

## 特徴
Pseudomonas stutzeriは、単一の極鞭毛を持つグラム陰性桿菌である。単一の極鞭毛を持ち、運動性を有する。細胞の大きさはおおよそ1-3μm×0.5μmである。コロニーは円盤型で、中心からしわが放射状に広がっている。

### 代謝的特長
Pseudomonas stutzeriは様々な環境に生息しており、その代謝特性も非常に多種多様である。また、代謝特性の多様性は、系統学的に同じとされる菌株間でも観察される。
Pseudomonas stutzeriは炭素源として有機物を摂取ことができる従属栄養微生物であり、大気中の二酸化炭素を使うことができる独立栄養微生物でもある。
P. stutzeriには脱窒菌株と窒素固定菌株がいる。脱窒菌株は電子受容体として酸素ではなく硝酸塩を利用することができる。この場合、硝酸塩は細胞内で亜硝酸塩、酸化窒素、亜酸化窒素、最終的に窒素ガスへと段階的に変換される。窒素固定菌株は米の根に生息し、米と共生している。いくつかの窒素固定菌株は、窒素ガス以外に窒素源がない環境で米を生長させることが確認されている。
エネルギー(電子)源としてチオ硫酸塩を用いる菌株も存在する。また、一部の菌株は、リン酸源がない環境でリン酸塩または次亜リン酸塩を酸化する。鉱山や重金属汚染された土壌など、重金属が高濃度で残留する環境で重金属耐性菌株が単離されている。今までに銀、亜鉛、ニッケルイオン、並びに亜テルル酸、亜セレン酸への耐性菌株が確認されている。
これらの菌株は農業技術に利用できる。また、バイオレメディエーションや排水処理に利用できる菌株もある。

### 遺伝的特徴
Pseudomonas stutzeriの3菌株のゲノムシークエンシングが完了している。ゲノムサイズは最も大きかったもので4,547,930bpで、他の2菌株はこれより少し小さい程度だった。これら3菌株はプラスミドを持たない。
ゲノムシークエンシングされた3菌株のうち2菌株から脱窒活性の遺伝子が見つかった。33個の遺伝子からなる30kbpのクラスター領域があり、窒素酸化物還元酵素およびそれの組み立てと電子の供与に関わる遺伝子をコードしている。このクラスターに含まれていない遺伝子もP. stutzeriの脱窒過程に関わっていると考えられている。
P. stutzeriは、環境中から同種および異種のプラスミドDNAを取り込み、自身のゲノムに統合する自然形質転換[ 英: natural transformation ]をすることができる。この能力は多様な環境に適応することを可能にし、P. stutzeriは世界中の幅広い環境中から見出せる。
ゲノムシークエンシングされた3菌株は安息香酸とカテコールを分解する遺伝子を持つ。また、化学走化性に関わる遺伝子も発見されている。

### 病原性
Pseudomonas stutzeriは稀にヒトに日和見感染する。P. stutzeriを含む多くのシュードモナス属細菌は皮膚感染する(壊疽性膿瘡[ 英: ecthyma gangrenosum ])。また、人工骨の埋め込み施術後にP. stutzeri感染することもある。P. stutzeriの感染症の治療は、患者が死亡した2例を除いてすべて抗生物質により成功している。ただし、死亡した2例において、死亡原因がP. stutzeriの感染によるものか、他の要因によるものかははっきりしていない。

## 分布
土壌、特にcordgrass(Spartina属（英語版）の多年生イネ科植物)、大麦、小麦、米などの植物の根圏に生息している。海水および海水中の堆積物からも見出される。マリアナ海溝の熱水噴出孔にも生息している。

## バイオレメディエーションへの利用
Pseudomonas stutzeriとP. fluorescensは細胞膜で四塩化炭素を還元し、二酸化炭素と非揮発性物質に分解する。このため、四塩化炭素のバイオレメディエーションへの利用が研究されている。
KC株は四塩化炭素のバイオレメディエーションへの利用が有望視されている株の一つであり、帯水層から単離された。KC株は四塩化炭素を最終的に二酸化炭素、ギ酸、非揮発性物質に変換する。揮発性の塩化炭化水素を分解する生物により産生される非揮発性物質は一般に代謝されるか環境中に蓄積する。また、他の四塩化炭素分解性の脱窒微生物の大部分は、同等もしくはより高い残留性を持つクロロフォルムの環境中の蓄積を引き起こすのに対して、KC株はクロロフォルムを生産しない。
KC株が迅速に四塩化炭素を分解するためには、500Daの小因子が必要である。この小因子は、栄養素としての鉄分Fe3+が不足している条件において、対数増殖期に分泌される。また、四塩化炭素の分解経路には酸素は用いられないが、小因子は酸素の利用と脱窒により産生される。小因子が与えられている条件では、四塩化炭素を分解しない生物も分解活性を示す。

## 基準株
ATCC 17588 

CCUG 11256 

CFBP 2443 

CIP 103022 

DSM 5190 

JCM 5965 

LMG 11199 

NBRC 14165 

NCCB 76042 

VKM B-975